# Renato Boragine
Renato Boragine (Genova, 3 gennaio 1924 – Cairo Montenotte, 13 settembre 1944) è stato un partigiano italiano.
Medaglia d'oro al valor militare alla memoria.

## Biografia
Era studente di Legge quando, nel 1942, era entrato all'Accademia militare di Modena come allievo ufficiale. Subito dopo l'armistizio, Boragine era entrato nella Resistenza e presto gli era stato affidato il comando di una brigata partigiana operante sull'Appennino ligure. Sul finire dell'agosto del 1944, il giovane partigiano era stato catturato nel corso di uno scontro con i nazifascisti. Per quattordici giorni Boragine affrontò stoicamente le torture, che si conclusero quando fu trascinato di fronte al plotone d'esecuzione.